# Статвольт
Статвольт (синонимы: СГСЭ, статВ) — название единицы измерения электри́ческого потенциа́ла в СГСЭ, в гауссовой системе. Международное и русское обозначения: статВ, statvolt. 

## Определение
В единицах Международной системы единиц (СИ):
1 статВ = {\displaystyle {\frac {c}{10^{8}}}} В = {\displaystyle 2.998\times 10^{2}}В 
где c — числовое значение скорости света в вакууме в единицах СГС, т.е. 
{\displaystyle c=2.998\times 10^{10}}
Без единиц.